# الیور توبیاس
الیور توبیاس (به انگلیسی: Oliver Tobias) (زاده ۶ اوت ۱۹۴۷) بازیگر و کارگردان سوئیسی است.
از فیلم‌های معروف او می‌توان به بازی در انتقام و بانوی شرور اشاره کرد.